# Рипус
Ри́пус (лат. Coregonus albula ladogensis) — лучепёрая рыба семейства лососёвых: крупный подвид европейской ряпушки. Длина тела — до 46 см. Масса — до 1,5 кг.
Обитает в Ладожском, Онежском и других озёрах. Половозрелость наступает на 3—4 году; нерест в ноябре — декабре. Плодовитость — около 3000 икринок. Икра донная, развивается около 160 дней. Питается планктоном и мелкой рыбой типа корюшки. Успешно акклиматизирован в уральских и других озёрах, где созревает на 2-м году жизни. Является важным объектом промысла.
Анализ последовательностей митохондриальной ДНК рипуса показал его сходство с североамериканской ряпушкой Артеди (озёрной ряпушкой, Coregonus artedii) и арктическим омулём (Coregonus autumnalis).